# Jun Mizutani
Jun Mizutani (Japón, 9 de junio de 1989) es un deportista japonés de tenis de mesa ganador de la medalla de plata en el concurso por equipos de Río 2016 y la de bronce en la competición individual.

## Carrera deportiva
En las Olimpiadas de Río de Janeiro 2016 ganó la plata en el concurso por equipos, tras China y por delante de Alemania, y el bronce en el concurso individual, quedando situado en el podio tras los chinos Ma Long y Zhang Jike, que ganaron el oro y la plata respectivamente.